# Моравски карст
Моравски карст (на чешки: Moravský Kras) е ниска карстова планина в Източна Чехия, в източния район на Чешко-Моравското възвишение, явяващо се югоизточна съставна част на обширния Чешки масив. Дължина от север на юг около 40 km, ширина до 20 km, като южните ѝ части отстоят на около 10 km на север-североизток от град Бърно. Максимална височина връх Скалки 734 m, издигащ се в централната ѝ част. Изградена е предимно от девонски варовици, излизащи на повърхността в ивица с дължина 25 km и ширина 2 – 6 km. Платообразната ѝ повърхност е силно разчленена от дълбоки каньони. Изобилстват понорите, пропастите, сухите долини, подземните реки и ручеи, сталактитовите пещери и други карстови форми. Тук е разположена Слоупско-Шошувската пещерна система и пропастта Мацоха (Мащеха) с дълбочина 136 m. Моравският карст е привлекателна туристическа дестинация.